# 오토와 (방호순양함)
오토와(音羽)는 일본 제국 해군의 방호순양함이다. 요코스카 해군공창에서 자체 제작한 기종이다. 오토와(音羽)라는 이름은 교토 기요미즈데라 뒤에 있는 산에서 온 이름이다.(기요미즈데라는 오토와 산 기요미즈데라라고도 불린다.) 기요미즈데라에 있는 이 폭포수는 전통적으로 만병통치약으로 알려지기도 했었다.

## 개요
1897년에 수립된 제2차 해군 확장 프로그램의 일환으로 승인된 오토와는 원래 니이타카급 방호순양함 3번함으로 제작될 예정이었다. 그러나 예산 문제로 니이타카급 방호순양함보다 10% 더 작은 배수량을 가지도록 축소 설계되었고, 무장도 더 가벼워졌다. 이 배는 20개월 이내 제작되었고, 그 제작 속도는 당시 일본에서는 신기원이었다.
1903년 요코스카 조병창에서 기공했다. 같은 해 11월 2일 진수식에는 메이지 천황이 참석했다. 1904년 9월 6일에 준공하였고, 3등 순양함으로 분류되었다. 어뢰를 장착하지 않은 것이 특징이다.
준공 후 즉시 러일 전쟁에 투입되어 쓰시마 해협 경비에 투입되었고, 이후 쓰시마 해전 등에 참여했다.
1912년 8월 28일, 이등함으로 등급이 변경되었다.
제1차 세계 대전에서 청도 공략전에도 참전하였고, 남중국해 방면을 지키는 임무에도 투입되었다.
1917년 7월 25일, 싱가포르 방면으로 파견되었다. 사세보로 돌아오던 도중 짙은 안개 때문에 다이오자키 곶의 대왕암에 좌초되어, 8월 1일에 선체가 절단되어 침몰했다. 12월 1일에 제적되었고, 다음 해 6월 12일에 침몰 상태로 매각되었다.

## 참고 문헌
- 구레시 해사 역사과학관 편찬, 《일본 해군 함정 사진집》 - “순양함”, (다이아몬드 출판사 , 2005년)
- 해군역사보존회, 《일본 해군의 역사》 제7권, 제9권, 제10권, (다이이치호키 출판사, 1995년)